# Église Saint-Martin de Villers-en-Arthies
L'église Saint-Martin est située à Villers-en-Arthies, dans le Val-d'Oise.

## Description
L'édifice est inscrit aux monuments historiques depuis 1939.